# Farmington (Kentucky)
Farmington – jednostka osadnicza w Stanach Zjednoczonych, w stanie Kentucky, w hrabstwie Graves.